# 烏淵村
烏淵村（うぶちむら）は群馬県の西部、碓氷郡に属していた村。

## 地理
- 山岳：氷妻山、笹塒山
- 河川：烏川、相間川

## 歴史
- 1889年（明治22年）4月1日 - 町村制施行により、川浦村、岩氷村、水沼村が合併し碓氷郡烏淵村が成立する。
- 1955年（昭和30年）2月1日 - 群馬郡倉田村と合併し群馬郡倉淵村となる。